# Vozila s prednostjo in vozila za spremstvo
Vozila s prednostjo in vozila za spremstvo so vozila, ki imajo dovoljenje za uporabo zvočnih in svetlobnih znakov oz. signalov. Naprava za zvočne znake je sirena, ki ima možnost oddajanja najmanj dveh ali več različnih frekvenc in glasnosti. Znak s sireno ima najmanj dva in največ tri intervale. Naprave za oddajanje svetlobnih znakov pa so modre, rdeče utripajoče luči in modre luči. Njihova svetloba je prepoznavna vsem udeležencem v cestnem prometu.

## Vozila s prednostjo
Vozila policije, vozila državnih organov, vozila vojaške policije, vozila za nujno medicinsko pomoč in druga reševalna vozila, gasilska vozila, vozila carinske službe, službena vozila cestninskih nadzornikov, vozila prometnega inšpektorata RS, vozila mobilne enote veterinarske uprave RS, specialna vozila za prevoz zaprtih oseb uprave RS za izvrševanje kazenskih sankcij, državnega tožilstva in preiskovalne službe sodišča, intervencijska vozila civilne zaščite, gorske reševalne službe in mobilne enote ekološkega laboratorija.
Svetlobne in zvočne znake, je dovoljeno uporabljati le za izvedbo nujnih nalog. Kadar imajo vozila prižgano modro luč, jim je treba dati prostor za premik oziroma se jim je treba umakniti ali ustaviti.
Policija Škoda Octavia 2017.jpg
Gasilski avto 1.JPG

## Vozila za spremstvo
Uporabljajo rdeče- modro luč, za spremstvo enega ali več vozil. Pri srečanju s temi vozili je treba takoj ustaviti vozilo na varnem mestu in počakati da se vozila odpeljejo mimo. 
Ob srečanju z vozilom, ki uporabi modro luč in zvočni znak, je treba zmanjšati hitrost in ustaviti na primernem mestu.